# Brunohl

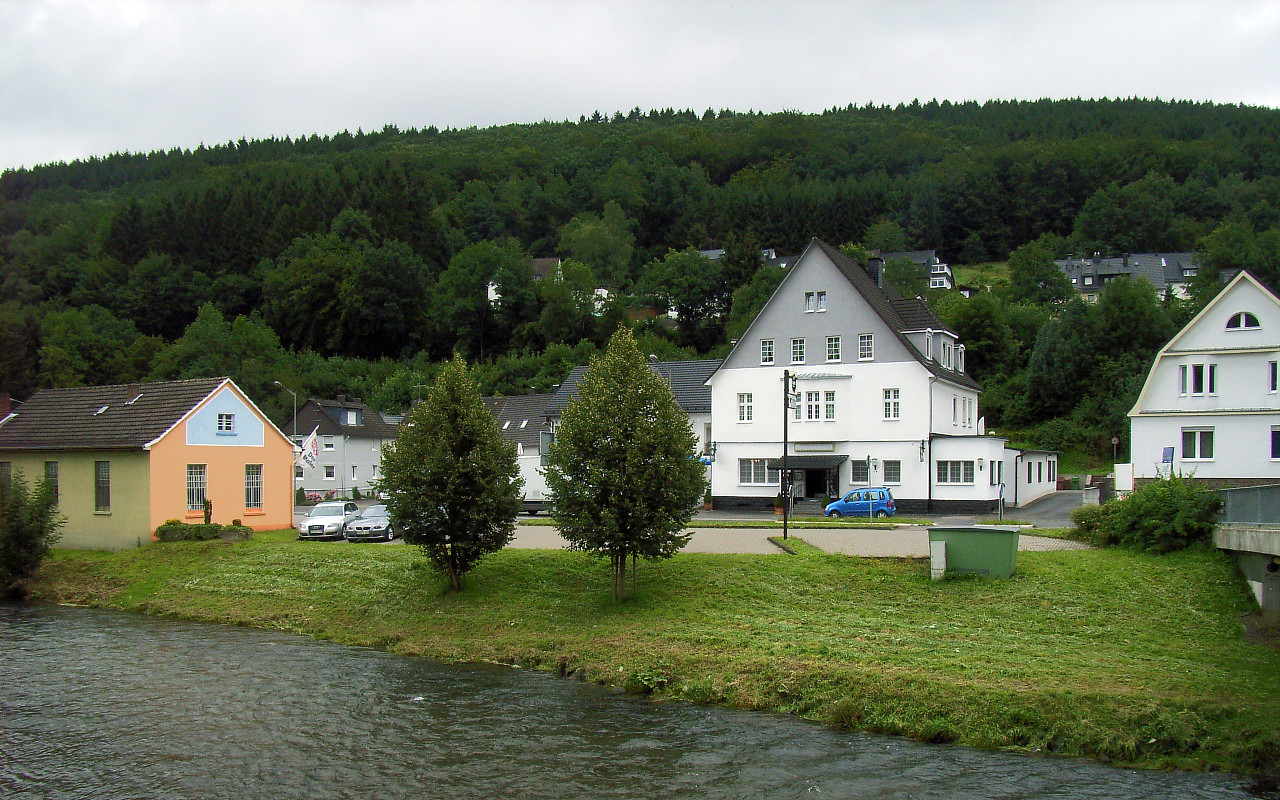
Blick auf Brunohl vom linken Aggerufer

Brunohl ist ein Ortsteil von Gummersbach im Oberbergischen Kreis im südlichen Nordrhein-Westfalen, Deutschland.

## Geographie
In Brunohl befindet sich der niedrigste Punkt von Gummersbach, 152 m über NN. Der Ort liegt an der Agger. Brunohl, ein typisches Straßendorf, erstreckt sich entlang der Bundesstraße 55 zwischen Dieringhausen und der Stadtgrenze zu Engelskirchen (Ortsteile Osberghausen und Ösinghausen). Über die Brunohler Aggerbrücke erreicht man die links des Flusses gelegenen Ortsteile Schönenberg, Schneppsiefen, Bünghausen und Erbland.

## Geschichte
1542 findet der Ort erstmals urkundlich Erwähnung: Johan am Bruyn oel wird in der Türkensteuerliste aufgeführt.

## Vereine
Im Ort ist eine Löschgruppe der Freiwilligen Feuerwehr Gummersbach stationiert, die als Besonderheit über einen Gerätewagen zum Messen von gefährlichen Luftschadstoffen und Strahlung verfügt.

## Verkehr
Die Haltestelle von Brunohl wird über die Buslinie 310 (Gummersbach – Engelskirchen / Overath) angeschlossen.
Durch Brunohl führt die Bahnstrecke Overath – Köln.